# Веденский
Веденский — поселок в Сосковском районе Орловской области России.
Входит в состав Алмазовского сельского поселения.

## География
Расположен на левом берегу реки Ицка восточнее посёлка Трактор.
В Веденский заходит просёлочная дорога, имеется одна улица — Комсомольская.

## История
По состоянию на 1927 год посёлок принадлежал Алмазовскому сельскому совету Нижне-Боевской волости Орловского уезда. Его население составляло 99 человек (52 мужчины и 47 женщин) при 19 дворах.

## Население
| 2010 |
| ---- |
| 0    |